# شاهزاده کیتاشیراکاوا یوشی‌هیسا
شاهزاده کیتاشیراکاوا یوشی‌هیسا (انگلیسی: Prince Kitashirakawa Yoshihisa؛ زاده ۱ آوریل ۱۸۴۷ درگذشته ۵ نوامبر ۱۸۹۵) یک فرد نظامی اهل شوگون‌سالاری توکوگاوا بود.